# 德米特羅·杜比列特
德米特羅·亞歷山德羅維奇·杜比列特（烏克蘭語：Дмитро Олександрович Дубілет，1985年5月27日—）是一名烏克蘭銀行家、商人、烏克蘭第一家行動銀行Monobank的創辦人之一，也是政治人物。2019年8月29日，他被任命為內閣事務部長。2019年底，杜比列特離開Monobank，原因是他成為阿列克謝·貢恰魯克政府的成員，並與貢恰魯克合作至2020年3月。根據杜比列特2019年的申報，他以2,990萬英鎊的價格出售了他在Monobank的股份。

## 生平
杜比列特在第聂伯罗出生與長大。2006年，他畢業於基輔大學國際關係研究所。他也曾就讀於倫敦商學院。
2009年以來，他曾擔任過各種職務，主要是在銀行業。
2012年至2016年，杜比列特擔任烏克蘭私有銀行的資訊長
2015年起，杜比列特開始開發iGov入口網站，旨在打擊貪腐並提供線上政府基本服務。
2017年，他共同創立了Fintech Band，在萬國銀行的法律基礎上推出了僅可移動的Monobank。
他曾是烏克蘭安全局局長伊萬·巴卡諾夫的顧問。

## 外部連結
- 德米特羅·杜比列特的Facebook專頁